# رافائيل غورديلو
رافائيل غورديلو فاسكويز (بالإسبانية: Rafael Gordillo)‏، من مواليد 24 فبراير 1957 في ألمندرالخو في إسبانيا، لاعب كرة قدم إسباني سابق.
و قد لعب مع منتخب إسبانيا لكرة القدم 75 مباراة دولية وسجل 3 أهداف، بين عامي 1978 و1988.
و قد لعب مع نادي ريال بيتيس ونادي ريال مدريد.

## روابط خارجية
- رافائيل غورديلو على موقع الاتحاد الدولي (مؤرشف)  (الإنجليزية)
- رافائيل غورديلو على موقع الاتحاد الأوربي (الإنجليزية)
- رافائيل غورديلو على موقع قاعدة بيانات كرة القدم.إي يو (الإنجليزية)
- رافائيل غورديلو على موقع ناشيونال فوتبول تيمز (الإنجليزية)